# أليكساندر نيكا
أليكساندر نيكا (بالبرتغالية: João Alexandre Duarte Ferreira Fernandes‏) (31 ديسمبر 1979 بلشبونة في البرتغال - ) هو لاعب كرة قدم برتغالي في مركز الوسط. شارك مع منتخب البرتغال تحت 20 سنة لكرة القدم ومنتخب البرتغال تحت 21 سنة لكرة القدم ومنتخب البرتغال لكرة القدم. أما مع النوادي، فقد لعب مع عثمانلي سبور وفيتوريا دي غيماريش وقونيا سبور ونادي بيلينينسش ونادي فيتوريا سيتوبال ونادي ماريتيمو وC.D. Pinhalnovense ‏ ونادي فارنزي.

## وصلات خارجية
- أليكساندر نيكا على موقع الاتحاد الدولي (مؤرشف)  (الإنجليزية)
- أليكساندر نيكا على موقع اتحاد تركيا (لاعب) (الإنجليزية)
- أليكساندر نيكا على موقع قاعدة بيانات كرة القدم.إي يو (الإنجليزية)
- أليكساندر نيكا على موقع ناشيونال فوتبول تيمز (الإنجليزية)
- أليكساندر نيكا على موقع Soccerway.com (الإنجليزية)
- أليكساندر نيكا على موقع عالم كرة القدم.نت (الإنجليزية)